# Аэрозольный баллон

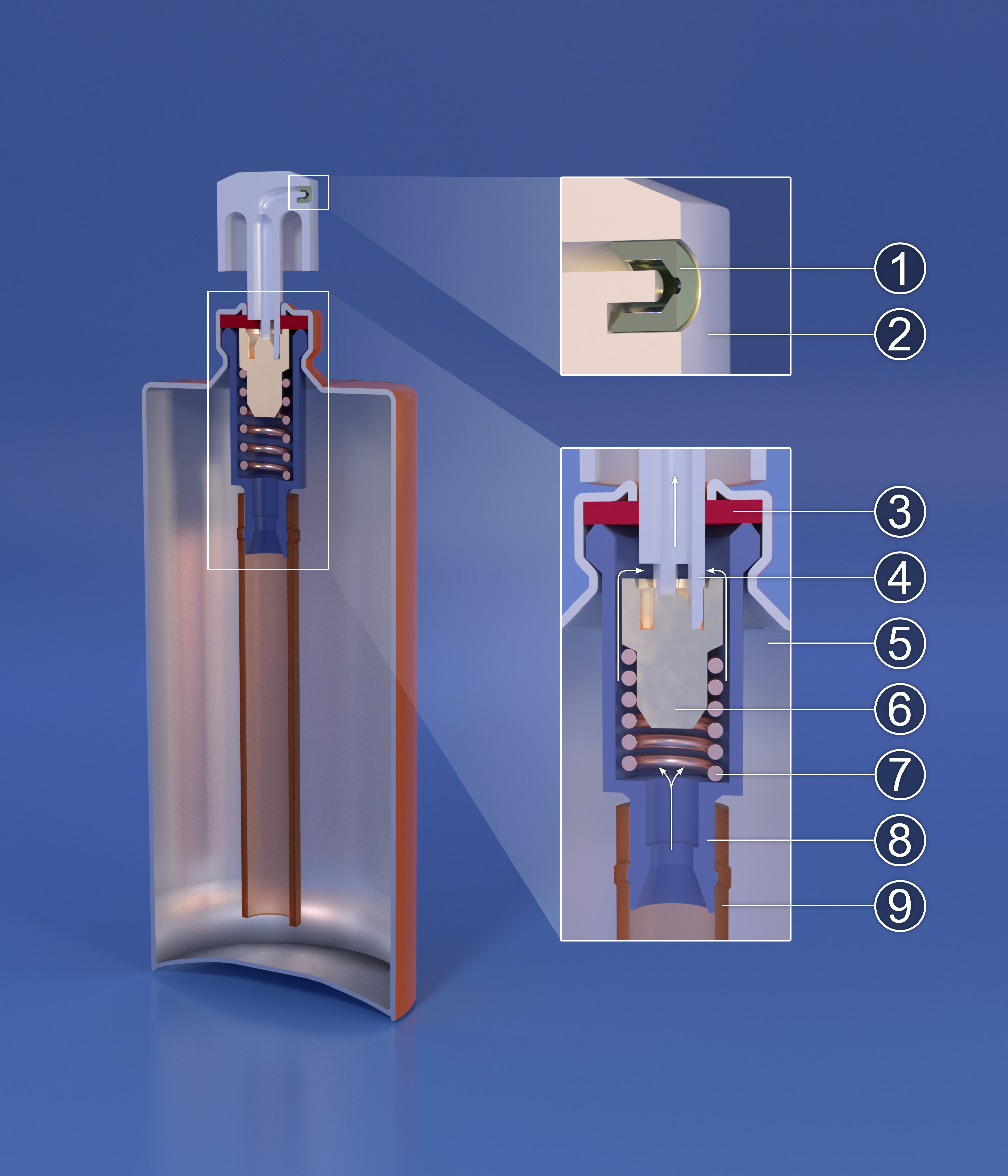
Аэрозольный баллон в разрезе и устройство клапана

Аэрозо́льный балло́н (пропелле́нт) — устройство для распыления жидких веществ или краски, применяемое преимущественно в быту.

## История

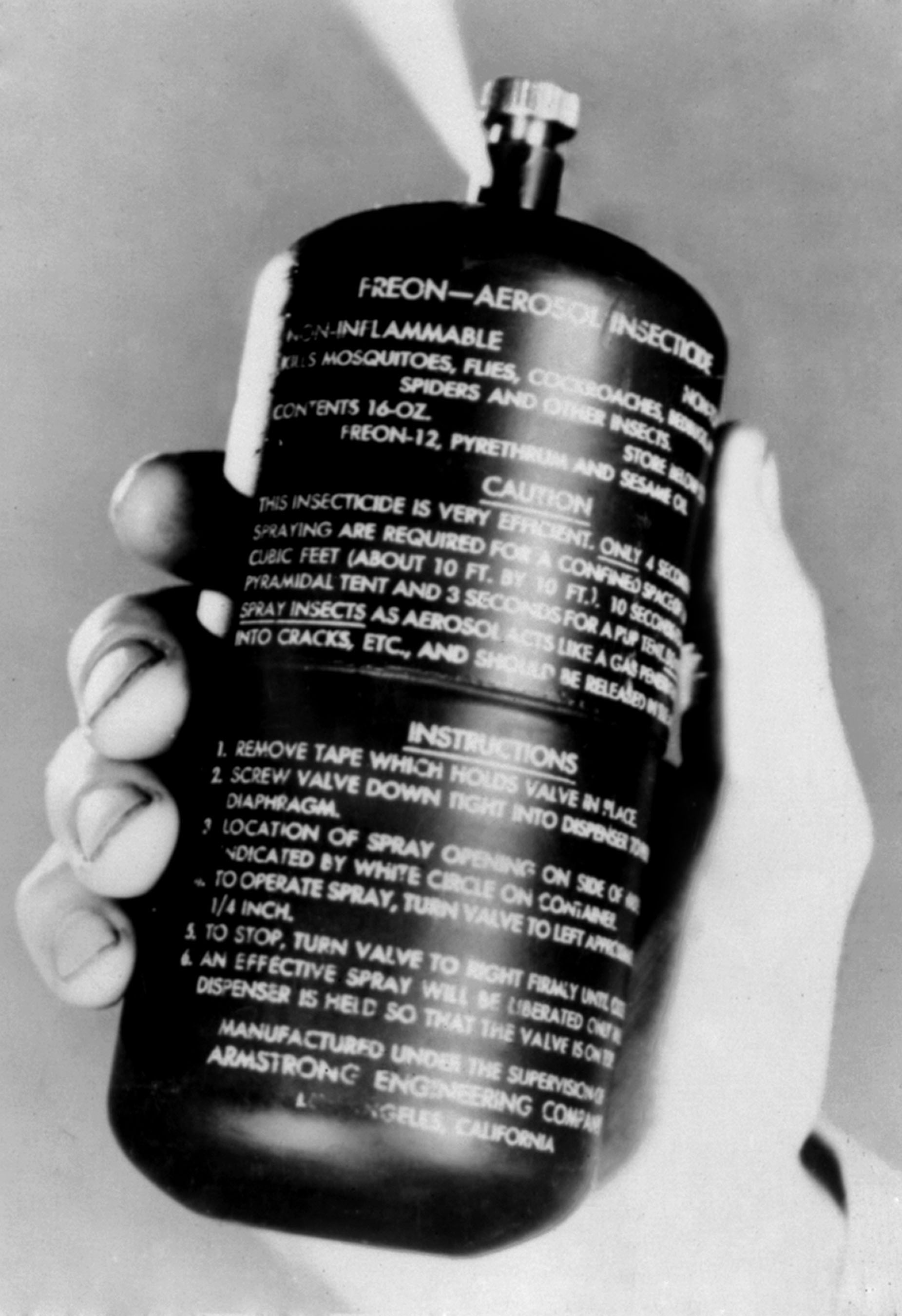
«Бомба для насекомых» (1943)

- Около 1790 во Франции обнаружено явление выталкивания газированного напитка из ёмкости.
- 1837 — изобретён сифон.
- 1862 — эксперименты с разбрызгиванием жидкости с помощью сжатого газа.
- 1927 — норвежский инженер Эрик Ротхейм предложил первую пригодную для применения конструкцию аэрозольного баллона.
- 1943 — американцы Лайл Гудхью и Уильям Салливан по заказу правительства США разработали «бомбу для насекомых», англ. bug bomb (шла Вторая мировая война, и нужно было найти способ оперативно распылять инсектицид, чтобы взять под контроль переносимые насекомыми болезни). Эту дату можно назвать началом массового производства аэрозольных баллонов.
- 1947 — инсектициды в аэрозольной упаковке вышли на массовый рынок.
- 1949 — Роберт Абпланальп изобретает распылительный клапан современного типа. В том же году Эдвард Сэймур по предложению его жены Бонни налаживает производство аэрозольной краски.

## Конструкция

Аэрозольный баллон в разрезе

Конструкция аэрозольного баллона чрезвычайно проста. В баллон закачаны под давлением газ (пропеллент) и полезное содержимое. В качестве пропеллента можно использовать и воздух, но это привело бы к высокому давлению в баллоне. Поэтому применяется легко сжижающийся газ, чтобы жидкость и газ находились в равновесном состоянии. Стараются, чтобы сжиженный пропеллент хорошо смешивался с полезным содержимым (для экономии места в баллоне).
Когда открывают клапан, давление газа выбрасывает содержимое наружу. Взамен часть пропеллента испаряется, возвращая давление на исходную отметку.
Баллончики со «сжатым воздухом» работают по тому же принципу, и содержат не воздух, а сжиженный газ. Вдыхать такой газ опасно.
Для вязкого содержимого наподобие герметиков газ от содержимого может отделяться поршнем. Новая разработка — содержимое помещается в пластиковый мешок; это удобно для опасного содержимого и некоторых косметических продуктов, например, кремов для загара — содержимое и газ не контактируют, газ не выходит наружу, такой баллон работает даже перевёрнутым, а струя практически не охлаждает.

### Конструкция клапанов

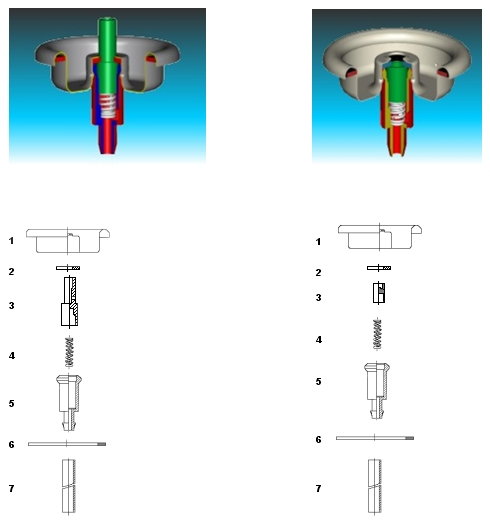
Два разных клапана: «папа» и «мама»

Клапан является основной деталью, способствующей распылению. Клапан включает в себя не только основной механизм, но и детали, с которыми он монтируется.
Наиболее общий или, как его обычно называют, стандартный аэрозольный клапан показан на рисунке в двух вариантах «папа» и «мама».
Механизм приводится в действие при нажатии на распылительную головку вниз по вертикали. Вниз вместе с головкой двигается шток, прижимая пружину. Отверстие в штоке проходит из-под резиновой прокладки в полость кармана, заполненного продуктом. В это же отверстие подается продукт и через полость штока направляется в головку для распыления. При снятии усилия с головки пружина поднимает шток вверх и действие клапана прекращается.

## Газы, используемые в качестве пропеллентов

Устройство распылительного клапана

- Фреон — использовался изначально, нетоксичен, негорюч, сейчас используется лишь изредка для баллонов с опасным содержимым.
- Смеси пропана, н-бутана и изобутана (углеводородные пропелленты) — широко используются для бытовых нужд (лак для волос, дезодорант и т. д.), в некоторых медицинских (например лекарство пантенол) и пищевых (масла, красители и т. п.) аэрозолях, а также во многих других отраслях народного хозяйства. Экстремально горючи и взрывоопасны.
- Диметиловый эфир и метил-этиловый эфир. Горючи.
- Закись азота, углекислый газ — в основном для распыления пищевых продуктов (например, взбитые сливки). Эти газы также служат упаковочными газами, предотвращающими порчу продукта.
- Углекислый газ, воздух — в перцовых баллонах для самообороны. Несмотря на непроизводительный расход объёма в баллоне, это даёт давление внутри более 10 атмосфер — а значит, выстреливает перцовым раствором на 1,5 м и дальше. А баллончик, использованный хоть раз, в любом случае подлежит замене.
- Гидрофтороуглероды, например, 1,1,1,2-тетрафторэтан — для медицинских ингаляций, в баллонах со сжатым газом для продувки техники.

### Вред для окружающей среды
25 сентября 1974 года в журнале «Science» были впервые приведены данные исследований, свидетельствующие о том, что фреон, используемый в баллончиках, способствует разрушению озонового слоя Земли, и с 1970-х годов, после этих исследований, был начат переход на углеводородные и другие пропелленты.

## Аэрозольная пена
- Для набрызгивания пены на какую-либо поверхность (некоторые растяжители для обуви, лекарство пантенол) в содержимое добавляют вспенивающее вещество.
- Для раздачи пены (пена для бритья, мусс для волос, монтажная пена) содержимое, смешанное со вспенивающим веществом, распыляется внутри полой насадки и превращается в пену. Пена выдается через отверстие в насадке.

## Безопасность аэрозолей
В инструкции большинства аэрозолей содержится предупреждение, что содержимое баллона является ЛВЖ, поэтому его запрещено распылять вблизи открытого огня, электроплиток и так далее. Также запрещено перегревать баллоны и даже ставить под солнце в жаркую погоду, а также на обогреватели. Зафиксировано немало случаев взрывов баллонов в жаркую погоду, а также среди хулиганов распространено пиротехническое развлечение подрыва аэрозолей на кострах, что является довольно опасным занятием.